# ووچپشی
ووچپشی (آدیغی: Oчэпшы Къоджэ) (به روسی: Вочепший) یک منطقه مسکونی در روسیه است که در شهرستان تئوچژسکی آدیغیه واقع شده است.